# Colombia en la Copa América Centenario
La selección de fútbol de Colombia fue una de las 16 selecciones participantes de la Copa América Centenario, torneo que se llevó a cabo entre el 3 de junio y el 26 de junio de 2016 en Estados Unidos.
Colombia quedó en el Grupo A junto con Estados Unidos, Paraguay y Costa Rica.
Para esta edición del torneo, la Selección jugó con una equipación blanca, la cual se aparta del clásico color amarillo que representaba al conjunto nacional. Se escogió el color blanco para homenajear a la primera participación de la Selección en Copas América, la cual se remonta a 1945.

## Preparación
La selección de fútbol de Colombia jugó un partido previo a la Copa América Centenario contra Haití el 29 de mayo en Estados Unidos, donde la 'tricolor' se impuso 3-1 con goles de Dayro Moreno, Juan Guillermo Cuadrado y el debutante Roger Martínez.

### Partidos previos
| 24 de marzo de 2016, 16:00 (UTC-4) Eliminatorias Rusia 2018 | Bolivia                                  | 2:3 (0:2) | Colombia                                          | Estadio Hernando Siles, La Paz, Bolivia                    |                                                            |
|                                                             | J. C. Arce 49' (pen.) · A. Chumacero 62' |           | J. Rodríguez 9' · C. Bacca 40' · E. Cardona 90+1' | Asistencia: 28 155 espectadores Árbitro(s): Wilton Sampaio | Asistencia: 28 155 espectadores Árbitro(s): Wilton Sampaio |

| Uniformes | Uniformes |
| --------- | --------- |
|           |           |

| 29 de marzo de 2016, 15:30 (UTC-5) Eliminatorias Rusia 2018 | Colombia                        | 3:1 (1:0) | Ecuador       | Estadio Metropolitano, Barranquilla, Colombia             |                                                           |
|                                                             | C. Bacca 14' 66' · S. Pérez 47' |           | M. Arroyo 89' | Asistencia: 42 400 espectadores Árbitro(s): Enrique Osses | Asistencia: 42 400 espectadores Árbitro(s): Enrique Osses |

| Uniformes | Uniformes |
| --------- | --------- |
|           |           |

| 29 de mayo de 2016, 16:15 (UTC-4) | Colombia                                          | 3:1 (1:1) | Haití           | Marlins Park, Miami, Estados Unidos                      |                                                          |
|                                   | D. Moreno 13' · J. Cuadrado 54' · R. Martínez 72' |           | W. Guerrier 35' | Asistencia: 22 011 espectadores Árbitro(s): Jair Marrufo | Asistencia: 22 011 espectadores Árbitro(s): Jair Marrufo |

| Uniformes | Uniformes |
| --------- | --------- |
|           |           |

## Jugadores
23 jugadores convocados para la Copa América Centenario  Estados Unidos 2016.
| #     |                      | Nombre                  | Posición      | Edad    | PJ Sel | Gol Sel | Club                   |
| ----- | -------------------- | ----------------------- | ------------- | ------- | ------ | ------- | ---------------------- |
| 1     | Bandera de Colombia  | David Ospina            | Portero       | 27 años | 67     | 0       | Arsenal                |
| 12    | Bandera de Colombia  | Róbinson Zapata         | Portero       | 37 años | 2      | 0       | Independiente Santa Fe |
| 23    | Bandera de Colombia  | Cristian Bonilla        | Portero       | 23 años | 0      | 0       | Atlético Nacional      |
| 2     | Bandera de Colombia  | Cristian Zapata         | Defensa       | 29 años | 43     | 0       | Milán                  |
| 3     | Bandera de Colombia  | Yerry Mina              | Defensa       | 21 años | 0      | 0       | Independiente Santa Fe |
| 4     | Bandera de Colombia  | Santiago Arias          | Defensa       | 24 años | 22     | 0       | PSV Eindhoven          |
| 14    | Bandera de Colombia  | Felipe Aguilar          | Defensa       | 23 años | 0      | 0       | Atlético Nacional      |
| 15    | Bandera de Colombia  | Stefan Medina           | Defensa       | 24 años | 5      | 0       | Pachuca                |
| 18    | Bandera de Colombia  | Frank Fabra             | Defensa       | 25 años | 6      | 0       | Boca Juniors           |
| 19    | Bandera de Colombia  | Farid Díaz              | Defensa       | 32 años | 3      | 0       | Atlético Nacional      |
| 22    | Bandera de Colombia  | Jeison Murillo          | Defensa       | 24 años | 17     | 1       | Inter de Milán         |
| 5     | Bandera de Colombia  | Guillermo Celis         | Mediocampista | 23 años | 2      | 0       | Junior de Barranquilla |
| 6     | Bandera de Colombia  | Carlos Sánchez          | Mediocampista | 30 años | 63     | 0       | Aston Villa            |
| 8     | Bandera de Colombia  | Edwin Cardona           | Mediocampista | 23 años | 14     | 3       | Monterrey              |
| 10    | Bandera de Colombia  | James Rodríguez         | Mediocampista | 24 años | 43     | 14      | Real Madrid            |
| 11    | Bandera de Colombia  | Juan Guillermo Cuadrado | Mediocampista | 28 años | 50     | 6       | Juventus               |
| 13    | Bandera de Colombia  | Sebastián Pérez Cardona | Mediocampista | 23 años | 3      | 1       | Atlético Nacional      |
| 16    | Bandera de Colombia  | Daniel Torres           | Mediocampista | 26 años | 5      | 0       | Independiente Medellín |
| 20    | Bandera de Colombia  | Andrés Felipe Roa       | Mediocampista | 23 años | 2      | 0       | Deportivo Cali         |
| 7     | Bandera de Colombia  | Carlos Bacca            | Delantero     | 29 años | 28     | 11      | Milán                  |
| 9     | Bandera de Colombia  | Roger Martínez          | Delantero     | 21 años | 1      | 1       | Racing Club            |
| 17    | Bandera de Colombia  | Dayro Moreno            | Delantero     | 30 años | 28     | 3       | Tijuana                |
| 21    | Bandera de Colombia  | Marlos Moreno           | Delantero     | 19 años | 2      | 0       | Atlético Nacional      |
| D. T. | Bandera de Argentina | José Néstor Pékerman    | Entrenador    | 66 años | 36     |         |                        |

## Participación
Colombia llegó a Estados Unidos el 23 de mayo para concentrarse con el objetivo de tener un buen desempeño en la celebración de los 100 de la copa más vieja a nivel de selecciones.
Su primer partido lo jugó el día 3 de junio en la inauguración frente al conjunto local en San Francisco en el que se realizó un homenaje a Andrés Escobar, sería victoria de 0-2 con goles de Cristián Zapata y James Rodríguez de penal, luego contra Paraguay el 7 de junio el seleccionado colombiano ganó 2-1 con goles de Carlos Bacca y nuevamente James Rodríguez.

Terminaría la fase de grupos el 11 de junio con una derrota 2-3 frente a Costa Rica jugando con una nómina alternativa en la que se estrenarían como goleadores de la tricolor Frank Fabra y Marlos Moreno mientras para la visita anotarían Johan Venegas, Frank Fabra en propia puerta y cerraría Celso Borges.
En los cuartos de final, Colombia venció por penales a Perú. Por Colombia, marcó James Rodríguez, Juan Guillermo Cuadrado, Dayro Moreno y Sebastián Pérez y para los peruanos solamente marcó Raúl Ruidíaz y Renato Tapia y erro Miguel Trauco con atajada de David Ospina y el tiro de Christian Cueva que salió desviado, Colombia volvería a una semifinal de una Copa América después de 12 años desde el 2004.  En semifinales, Colombia enfrentó a Chile donde caería por 2 a 0 con goles de Charles Aránguiz y José Pedro Fuenzalida. Colombia jugó el partido por el tercer puesto otra vez frente a los Estados Unidos en Houston donde ganaría por la mínima diferencia con gol de Carlos Bacca quedándose en el podio con el tercer lugar de la Copa América Centenario.

### Partidos
| Fecha       | Lugar           | Instancia                    |                |                           | Resultado    |                       |            |
| ----------- | --------------- | ---------------------------- | -------------- | ------------------------- | ------------ | --------------------- | ---------- |
| 3 de junio  | Santa Clara     | Fase de grupos               | Estados Unidos | Bandera de Estados Unidos | 0:2 (0:2)    | Bandera de Colombia   | Colombia   |
| 7 de junio  | Pasadena        | Fase de grupos               | Colombia       | Bandera de Colombia       | 2:1 (2:0)    | Bandera de Paraguay   | Paraguay   |
| 14 de junio | Houston         | Fase de grupos               | Colombia       | Bandera de Colombia       | 2:3 (1:2)    | Bandera de Costa Rica | Costa Rica |
| 17 de junio | East Rutherford | Cuartos de final             | Perú           | Bandera de Perú           | 0:0 (2:4 p.) | Bandera de Colombia   | Colombia   |
| 22 de junio | Chicago         | Semifinales                  | Colombia       | Bandera de Colombia       | 0:2 (0:2)    | Bandera de Chile      | Chile      |
| 25 de junio | Glendale        | Definición del tercer puesto | Estados Unidos | Bandera de Estados Unidos | 0:1 (0:1)    | Bandera de Colombia   | Colombia   |

### Grupo A
| Selección      | Pts. | PJ | PG | PE | PP | GF | GC | Dif |
| -------------- | ---- | -- | -- | -- | -- | -- | -- | --- |
| Estados Unidos | 6    | 3  | 2  | 0  | 1  | 5  | 2  | 3   |
| Colombia       | 6    | 3  | 2  | 0  | 1  | 6  | 4  | 2   |
| Costa Rica     | 4    | 3  | 1  | 1  | 1  | 3  | 6  | -3  |
| Paraguay       | 1    | 3  | 0  | 1  | 2  | 1  | 3  | -2  |

| 1 jornada; 3 de junio de 2016, 18:30 (UTC-7) | Estados Unidos | 0:2 (0:2) | Colombia                     | Levi's Stadium, Santa Clara                                |                                                            |
|                                              |                |           | C. Zapata 8' · Rodríguez 42' | Asistencia: 67.439 espectadores Árbitro(s): Roberto García | Asistencia: 67.439 espectadores Árbitro(s): Roberto García |

| Uniformes | Uniformes |
| --------- | --------- |
|           |           |

| 2 jornada; 7 de junio de 2016, 19:30 (UTC-7) | Colombia                  | 2:1 (2:0) | Paraguay         | Estadio Rose Bowl, Pasadena                             |                                                         |
|                                              | 12' Bacca · 30' Rodríguez |           | 71' Victor Ayala | Asistencia: 42.766 espectadores Árbitro(s): Héber Lopes | Asistencia: 42.766 espectadores Árbitro(s): Héber Lopes |

| Uniformes | Uniformes |
| --------- | --------- |
|           |           |

| 2 jornada; 11 de junio de 2016, 19:30 (UTC-7) | Colombia                 | 2:3 (1:2) | Costa Rica                                 | Estadio NRG, Houston                                    |                                                         |
|                                               | 6' Fabra · 73' M. Moreno |           | Venegas 1' · Fabra 33' (a.g.) · Borges 57' | Asistencia: 45.808 espectadores Árbitro(s): José Argote | Asistencia: 45.808 espectadores Árbitro(s): José Argote |

| Uniformes | Uniformes |
| --------- | --------- |
|           |           |

## Fase de eliminación
|  | Cuartos de final      | Cuartos de final      |                  |                | Semifinales      | Semifinales      |                |              | Final            | Final            |  |
|  | Del 16 al 18 de junio | Del 16 al 18 de junio |                  |                | 21 y 22 de junio | 21 y 22 de junio |                |              | 25 y 26 de junio | 25 y 26 de junio |  |
|  |                       |                       |                  |                |                  |                  |                |              |                  |                  |  |
|  |                       |                       |                  |                |                  |                  |                |              |                  |                  |  |
|  | Estados Unidos        | 2                     |                  |                |                  |                  |                |              |                  |                  |  |
|  | Estados Unidos        | 2                     |                  |                |                  |                  |                |              |                  |                  |  |
|  | Ecuador               | 1                     |                  |                |                  |                  |                |              |                  |                  |  |
|  | Ecuador               | 1                     |                  | Estados Unidos | 0                |                  |                |              |                  |                  |  |
|  |                       |                       |                  | Estados Unidos | 0                |                  |                |              |                  |                  |  |
|  |                       |                       | Argentina        | 4              |                  |                  |                |              |                  |                  |  |
|  | Argentina             | 4                     | Argentina        | 4              |                  |                  |                |              |                  |                  |  |
|  | Argentina             | 4                     |                  |                |                  |                  |                |              |                  |                  |  |
|  | Venezuela             | 1                     |                  |                |                  |                  |                |              |                  |                  |  |
|  | Venezuela             | 1                     |                  |                |                  |                  |                | Argentina    | 0 (2)            |                  |  |
|  |                       |                       |                  |                |                  |                  |                | Argentina    | 0 (2)            |                  |  |
|  |                       |                       | Chile (t.s.) (p) | 0 (4)          |                  |                  |                |              |                  |                  |  |
|  | Perú                  | 0 (2)                 | Chile (t.s.) (p) | 0 (4)          |                  |                  |                |              |                  |                  |  |
|  | Perú                  | 0 (2)                 |                  |                |                  |                  |                |              |                  |                  |  |
|  | Colombia (p)          | 0 (4)                 |                  |                |                  |                  |                |              |                  |                  |  |
|  | Colombia (p)          | 0 (4)                 |                  | Colombia       | 0                |                  |                | Tercer lugar | Tercer lugar     |                  |  |
|  |                       |                       |                  | Colombia       | 0                |                  |                | Tercer lugar | Tercer lugar     |                  |  |
|  |                       |                       | Chile            | 2              |                  |                  |                |              |                  |                  |  |
|  | México                | 0                     | Chile            | 2              |                  |                  | Estados Unidos | 0            |                  |                  |  |
|  | México                | 0                     |                  |                |                  |                  | Estados Unidos | 0            |                  |                  |  |
|  | Chile                 | 7                     |                  |                |                  |                  |                |              | Colombia         | 1                |  |
|  | Chile                 | 7                     |                  |                |                  |                  |                |              | Colombia         | 1                |  |
|  |                       |                       |                  |                |                  |                  |                |              |                  |                  |  |

### Cuartos de final
| Cuartos; 17 de junio de 2016, 20:00 (UTC-4) | Perú                             | 0:0 (2:4 p.)               | Colombia                                 | MetLife Stadium, East Rutherford                             |  |
|                                             |                                  |                            |                                          | Asistencia: 79.194 espectadores Árbitro(s): Patricio Loustau |  |
|                                             |                                  | Tiros desde el punto penal |                                          |                                                              |  |
|                                             | Ruidíaz · Tapia · Trauco · Cueva |                            | Rodríguez · Cuadrado · D. Moreno · Pérez |                                                              |  |

| Uniformes | Uniformes |
| --------- | --------- |
|           |           |

### Semifinal
| Semifinal; 22 de junio de 2016, 19:00 (UTC-5)                                          | Colombia | 0:2 (0:2) | Chile                        | Soldier Field, Chicago                                   |                                                          |
|                                                                                        |          | Reporte   | Aránguiz 6' · Fuenzalida 10' | Asistencia: 55.423 espectadores Árbitro(s): Joel Aguilar | Asistencia: 55.423 espectadores Árbitro(s): Joel Aguilar |
| El inicio del segundo tiempo se retrasó dos horas debido a las condiciones climáticas. |          |           |                              |                                                          |                                                          |

| Uniformes | Uniformes |
| --------- | --------- |
|           |           |

#### Tercer puesto
| Tercer puesto; 25 de junio de 2016, 20:00 (UTC-4) | Estados Unidos | 0:1 (0:1) | Colombia  | Estadio Universidad de Phoenix, Glendale                     |                                                              |
|                                                   |                | Reporte   | 30' Bacca | Asistencia: 30.350 espectadores Árbitro(s): Daniel Fedorczuk | Asistencia: 30.350 espectadores Árbitro(s): Daniel Fedorczuk |

| Uniformes | Uniformes |
| --------- | --------- |
|           |           |

## Estadísticas

### Goleadores y asistentes
En la siguiente tabla se consignan los goleadores y asistentes de Colombia durante la competición:
| Jugador                 | Goles anotados | Asis. | PJ |
| ----------------------- | -------------- | ----- | -- |
| Carlos Bacca            | 2              | 0     | 4  |
| James Rodríguez         | 2              | 1     | 5  |
| Frank Fabra             | 1              | 0     | 3  |
| Marlos Moreno           | 1              | 0     | 3  |
| Cristián Zapata         | 1              | 0     | 4  |
| Edwin Cardona           | 0              | 2     | 5  |
| Juan Guillermo Cuadrado | 0              | 1     | 5  |

## Uniforme
Para la Copa América Centenario los uniformes de Colombia son confeccionados por la multinacional alemana Adidas. 
| Proveedor                | Proveedor |
| Ubicación                | Marca     |
| ------------------------ | --------- |
| Pecho, pantalón y medias | Adidas    |

#### Uniformes
| Uniforme                                                     | Jugadores de campo  | Jugadores de campo | Entrenamiento | Entrenamiento |
| Uniforme                                                     | Titular             | Alternativo        | Primero       | Segundo       |
| ------------------------------------------------------------ | ------------------- | ------------------ | ------------- | ------------- |
| Imagen                                                       |                     |                    |               |               |
| Partidos utilizado                                           | 4                   | 1                  | -             | -             |
| Primer partido                                               | 7 de junio de 2016  | 3 de junio de 2016 | -             | -             |
| Último partido                                               | 25 de junio de 2016 | 3 de junio de 2016 | -             | -             |
| Actualizado al último partido jugado el: 25 de junio de 2016 |                     |                    |               |               |

#### Uniformes de arquero
| Uniforme                                                     | Arquero             | Arquero             |
| Uniforme                                                     | Primero             | Segundo             |
| ------------------------------------------------------------ | ------------------- | ------------------- |
| Imagen                                                       |                     |                     |
| Partidos utilizado                                           | 5                   | 1                   |
| Primer partido                                               | 3 de junio de 2016  | 11 de junio de 2016 |
| Último partido                                               | 25 de junio de 2016 | 11 de junio de 2016 |
| Actualizado al ultimo partido jugado el: 25 de junio de 2016 |                     |                     |

#### Variantes de uniforme
| Uniforme                                                     | Local               |
| Uniforme                                                     | Variante 1          |
| ------------------------------------------------------------ | ------------------- |
| Imagen                                                       |                     |
| Partidos utilizado                                           | 1                   |
| Primer partido                                               | 11 de junio de 2016 |
| Último partido                                               | 11 de junio de 2016 |
| Actualizado al ultimo partido jugado el: 25 de junio de 2016 |                     |